# 莱奥妮·贝克
莱奥妮·贝克（德語：Leonie Beck，1997年5月27日—），德国女子游泳运动员，2019年世界游泳锦标赛女子5公里公开水域游泳铜牌得主、2022年世界游泳锦标赛团体公开水域游泳金牌得主和女子10公里公开水域游泳银牌得主、2023年世界游泳锦标赛女子10公里公开水域游泳金牌得主。